# 余力生
余力生（英語：Alexander Amos Yee，1998年2月18日—），英国男子铁人三项运动员，2020年夏季奥林匹克运动会混合接力金牌得主和男子个人银牌得主、2024年夏季奥林匹克运动会男子个人金牌得主。